# Arx, Capitolium
Arx (latin ”befäst höjd”, ”fästning”, ”citadell”) är den högsta av Capitoliums två toppar. Arx skiljs åt från det egentliga Capitolium av en sänka, intermontum.
Arx är förknippat med legenden om Junos heliga gäss, som år 390 f.Kr. ska ha varnat Marcus Manlius Capitolinus inför kelternas anfall. Den viktigaste byggnaden på Arx var Juno Monetas tempel. På platsen för detta tempel står i dag kyrkan Santa Maria in Aracoeli.
På 70-talet f.Kr. uppfördes Tabularium på Arx-kullens sydöstra sluttning, med utsikt över Forum Romanum. Arx hade militärstrategisk betydelse till och med 1000-talet. 

## Karta
| Plan över Capitolium under antiken |
| --- |
| Capitolium Arx Forum Romanum Fori Imperiali Velabrum Jupitertemplet Tabularium Juno Monetas tempel Marcellusteatern Forum Holitorium Bellonatemplet Jupiter Feretrius tempel Veiovistemplet Auguraculum Iseum Jupiter Custos tempel Concordiatemplet Jupiter Conservators tempel Altare Tensarum Jupiter Tonans tempel Clivus Capitolinus Centus Gradus Porta Pandana Janustemplet Juno Sospitas tempel Spestemplet Augustustemplet Asylum Inter duos lucos Vicus Iugarius Marsfältet Dei Consentes portik Vespasianus- templet Concordiatemplet Tullianum Clivus Argentarius Venus Erycinas tempel Bona Mens tempel Fidestemplet Opstemplet Scipio Africanus båge Saturnustemplet Basilica Iulia |